# 7º Mar
7º Mar es un juego de rol de piratas y mosqueteros, nobleza y brujería, diplomacia e intriga, arqueología y exploración. El de 7º Mar es un universo de ficción no histórico, constituido de un único continente (llamado Théah) rodeado por siete mares. De los siete mares que rodean Théah, solo seis son realmente conocidos. Se duda de la existencia del séptimo, y se rumorea que aquellos que llegan hasta él, no vuelven para corroborar la historia: un mundo donde piratas, bucaneros, corsarios, mosqueteros, nobles y exploradores compiten por ganar fama y fortuna. Brujería antigua y civilizaciones perdidas condimentan la trama inestable de la política mundial. Horrores que se esconden en las sombras y a simple vista pueden acechar en cualquier esquina protegiendo tesoros olvidados.

## Datos de publicación
Fue creado por Jennifer Wick y John Wick, escrito por Kevin Wilson y publicado en 1999 por AEG (Alderac Entertainment Group). En 2000 fue galardonado con el premio Origin Awards en la categoría de Mejor Juego de Rol de 1999.
La Factoría de Ideas llevó a cabo su traducción y publicación en castellano.

## Sistema de juego
El sistema de juego de 7º Mar es el sistema de « tirar y guardar dados » (roll & keep en inglés), consistente en tirar tantos dados de 10 caras como se tenga en la suma de atributo+habilidad, sumando solamente los más altos, tantos como se tengan en el atributo. Las tiradas son enfrentadas o contra una dificultad fijada por el director de juego. Los dados "explotan" infinitamente con un cero, es decir, que se vuelve a tirar el dado, y se le suma 10 a la tirada realizada, repitiéndose esto hasta que no se saque un cero. De esta forma, se da la posibilidad de que cualquier personaje, con la suficiente suerte, pueda realizar tareas más allá de sus capacidades básicas.
Como nota curiosa, añade los dados de Drama, que se pueden añadir a la tirada. Son tantos como el menor de los atributos y se recuperan en cada partida.

## Traducciones al castellano
La editorial madrileña La Factoría de Ideas tradujo y publicó el juego en castellano en el año 2000.

## Libros Publicados
- Avalón
- Caballeros de la Rosa y la Cruz
- Castilla
- Ciudad de Freiburg
- Die Kreuzritter
- Eisen
- El Avio del Villano
- El Colegio Invisible
- El Imperio de la Media Luna
- El Rilasciare
- Guía del Director de Juego'
- Guía del Jugador
- Hebras Enredadas
- Hijas de Sofía
- La Flecha del Cielo
- La Iglesia de los Profetas
- Los Vagabundos
- Montaigne
- Naciones Piratas
- Revolución de Montaigne
- Ussura
- Vendel
- Vodacce